# Quintus Baebius Sulca
Quintus Baebius Sulca war ein im 2. Jahrhundert v. Chr. lebender Politiker der Römischen Republik aus der  plebejischen Familie der Baebier.
Vermutlich im Jahr 175 v. Chr. amtierte Quintus Baebius Sulca als Prätor. Zwei Jahre später, 173 v. Chr., reiste er als römischer Gesandter zusammen mit Gaius Valerius Laevinus, Gnaeus Lutatius Cerco, Marcus Cornelius Mammula und Marcus Caecilius Denter zunächst nach Makedonien, um vor Ort die dortigen Verhältnisse am Vorabend des Dritten Makedonisch-Römischen Krieges zu untersuchen. Danach begaben sich die fünf römischen Gesandten nach Alexandria an den Hof des jugendlichen ägyptischen Königs Ptolemaios VI., angeblich zur Erneuerung der gegenseitigen Freundschaft. Nicht nur Ptolemaios VI., sondern auch der seleukidische König Antiochos IV. und der pergamenische König Eumenes II. versprachen Wohlverhalten gegenüber Rom und trugen damit letztlich zum weiteren Aufstieg der Römischen Republik auf Kosten der hellenistischen Reiche bei.